# DS Puzzler Numplay Fan and Oekaki Logic
DS Puzzler Numplay Fan and Oekaki Logic est un jeu vidéo de puzzle édité par TDK Mediactive, sorti en 2006 sur Nintendo DS. Il reprend le principe du picross. Une version Online est également sortie au Japon.